# دی امریکن کنسروتیو
دی امریکن کنسروتیو (انگلیسی: The American Conservative) دوماهنامه‌ای است که توسط مؤسسهٔ ایده‌های آمریکایی منتشر می‌شود. این ژورنال بازتاب دهندهٔ محافظه کاری سنتی آمریکایی است که شدیداً علیه مداخله گرایی آمریکایی، علیه سیاست مالی مبتنی بر بدهی استفاده شده به منظور تأمین مالی ماجراجویی در خارج و رشد حکومت در داخل، و علیه رخنه در زندگی خصوصی آمریکاییان از سوی دستگاهی امنیتی دولتی استدلال کرده‌است. به‌طور کلی، این مجله، نمایندگی کننده یک صدای ضد جنگ و پیلیومحافظه‌کار علیه سلطهٔ آنچه نیروی نومحافظه‌کار بر راست می‌داند است. در سال ۲۰۰۹ ریحان سلام نوشت که این مجله به عنوان منتقد جریان اصلی محافظه کاری هوادار یافته‌است
از جمله افرادی که در سالیان اخیر در این مجله مطلب نوشته‌اند می‌توان از پت بیوکنن، ساموئل هانتینگتون، جان هانتسمن جونیور، جان مرشایمر، رند پال، و جیم وب یاد کرد.